# 베치보카구

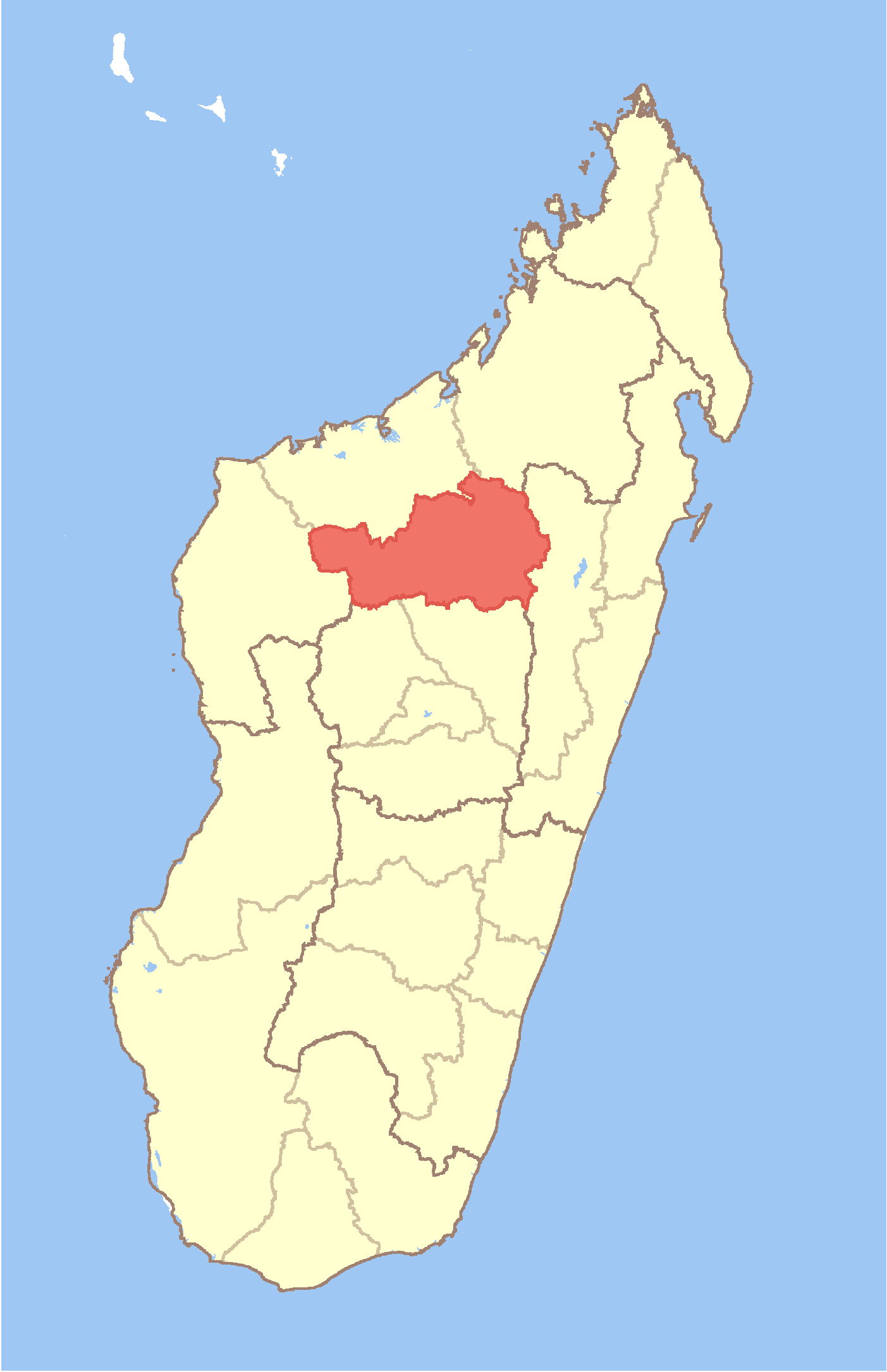
베치보카 구의 위치

베치보카구(말라가시어: Betsiboka)는 마다가스카르 북부에 위치한 구로 행정 중심지는 마에바타나나이며 면적은 30,025km2, 인구는 236,500명(2004년 기준)이다. 북쪽으로는 보에니 구, 북동쪽으로는 소피아 구, 동쪽으로는 알라오트라망고로 구, 남쪽으로는 아날라망가 구와 봉골라바 구, 서쪽으로는 멜라키 구와 접한다. 3개 현을 관할한다.